# Спас-Деменск
Спас-Деменск — город с 1917 года, административный центр Спас-Деменского района Калужской области. Железнодорожная станция Спас-Деменск (1899) Московской железной дороги. Образует городское поселение город Спас-Деменск.

## География
Город расположен в 180 километрах к западу от областного центра на левом берегу реки Болвы, на железнодорожной линии Смоленск — Сухиничи, в пяти километрах от федеральной автодороги А130 (Варшавское шоссе).

## Этимология
Вероятно название города происходит от церковного праздника Спас — просторечная форма от «спаситель» и личного имени Демьян.

## История
Впервые упоминается в «Литовских метриках» 1446 года как волость Демена в числе мест, данных Великим князем Литовским Казимиром в вотчину Фёдору Львовичу Воротынскому.
В «Перемирной грамоте» 1503 года Великий князь Иоанн — "государь всея Руси", его сыновья и Александр — Великий князь литовский, закрепили часть земель за Москвой, в том числе и волость Демена. После смерти Ивана III в 1505 году, Демена отошла во владение его сыну — Юрию.
В конце XVII — начале XVIII веков Спаское входило в состав Волости (Дворцовой) Деминской Серпейского уезда. На карте 1782 выделялось село Спасское на берегу Болвы.
С образованием в 1776 году Калужского наместничества Спасское отошло в его состав, в границах Серпейского уезда. В 1797 Серпейский уезд был упразднён и территории, где сегодня располагается современный Спас-Деменск, отошли в ведение Мосальска.
В 1818 году на деньги и по инициативе подполковника М. П. Нарышкина была сооружена каменная Спасо-Преображенская церковь. Считается, что архитектором храма в Спасском могли быть Матвей Казаков или Константин Тон. Позднее и село стало именоваться Спас-Деменским.
30 апреля (12 мая) 1855 года ходатайство помещика Нарышкина было удовлетворено Министром внутренних дел Российской империи Д. Г. Бибиковым и село Спас-Деменское переименовали в местечко, а жители его могли считаться мещанами.
В 1858 году местечко (вл.) Спас-Деминский (Спас-Деменское) 2-го стана Мосальского уезда, при пруде и колодцах, 5 дворах — по тракту от границы Ельнинского уезда к мест. Спас-Деменское и д. Верхуличи. Проживало 50 человек, имелись: православная церковь, приходское училище, 6 ярмарок, 1 завод, поводились еженедельные базары.
В 1899 году открыта для пассажиров и грузовой работы железнодорожная станция с каменным вокзалом и паровозным сараем. В начале XX века Спас-Деменское было известно в Российской империи как один из центров по производству и продаже пеньки и рогож. В селе и окрестностях работало 8 рогожных фабрик.
К 1914 году Спас-Деменское — село, (административный) центр Морозовской волости Мосальского уезда Калужской губернии. В 1913 году население — 921 человек, из которых 484 женщины и 437 мужчин. Имелись церковно-приходская и земская школы, Гор. 4-х классное училище.
В Первую мировую войну Спас-Деменское оказалось в центре беженского потока. Беженцы следовали со стороны Ельни, Смоленска и по Московско-Варшавскому шоссе. На средства и при содействии Татьянинского комитета, созданного по инициативе Великой княгини Татьяны Николаевны Романовой, ищущим убежища оказывалась продовольственная и медицинская помощь.
Ежедневно при медицинских осмотрах выявлялось 10-15 инфекционных больных, которые экстренно направлялись в «заразные бараки», три из которых были построены при железнодорожной станции. Работало «Особое Бюро», занимавшееся оформлением проездных документов и регистрацией беженцев а также врачебно-продовольственный пункт Общества.
Статус города Спас-Деменск получил в 1917 году, а 3 марта 1921 года в составе Калужской губернии был образован Спас-Деменский уезд.
С 1929 года город становится районным центром Спас-Деменского района Сухиничского округа Западной области (с 1944 года — в Калужской области).
Город был оккупирован войсками нацистской Германии с 4 октября 1941 года по 13 августа 1943 года. Освобождён силами 49-й и 33-й армий в ходе Спас-Деменской операции — составной части Смоленской операции.
Во время Второй мировой войны в Спас-Деменске находились 2-й армейский сборно-пересыльный пункт и лазарет для советских военнопленных.

## Население
| 1913  | 1923  | 1926  | 1931  | 1939  | 1959  | 1970  | 1979  | 1989  | 1992  | 1996  | 1998  |
| ----- | ----- | ----- | ----- | ----- | ----- | ----- | ----- | ----- | ----- | ----- | ----- |
| 921   | ↗1673 | ↗1730 | ↘1233 | ↗4232 | ↗6320 | ↗7119 | ↘6096 | ↗6239 | ↗6300 | ↘6100 | ↘6000 |
| 2000  | 2001  | 2002  | 2003  | 2005  | 2006  | 2007  | 2008  | 2009  | 2010  | 2011  | 2012  |
| ↘5800 | →5800 | ↘5296 | ↗5300 | ↘5100 | →5100 | ↘5069 | ↗5100 | ↘5007 | ↘4896 | ↘4868 | ↘4785 |
| 2013  | 2014  | 2015  | 2016  | 2017  | 2018  | 2019  | 2020  | 2021  | 2023  |       |       |
| ↘4691 | ↘4534 | ↘4377 | ↘4342 | ↗4357 | ↘4342 | ↘4265 | ↗4283 | ↗4569 | ↗4592 |       |       |

На 1 января 2025 года по численности населения город находился на 1081-м месте из 1124 городов Российской Федерации.
Национальный состав
По итогам переписи населения 2020 года проживали следующие национальности (национальности менее 0,1 % и другое, см. в сноске к строке «Другие»):
| Национальность | Численность, чел. | Доля     |
| -------------- | ----------------- | -------- |
| Русские        | 4104              | 89,82 %  |
| Таджики        | 99                | 2,17 %   |
| Армяне         | 29                | 0,63 %   |
| Белорусы       | 19                | 0,42 %   |
| Украинцы       | 18                | 0,39 %   |
| Узбеки         | 18                | 0,39 %   |
| Цыгане         | 16                | 0,35 %   |
| Немцы          | 13                | 0,28 %   |
| Киргизы        | 12                | 0,26 %   |
| Азербайджанцы  | 11                | 0,24 %   |
| Гагаузы        | 9                 | 0,20 %   |
| Молдаване      | 8                 | 0,18 %   |
| Чеченцы        | 6                 | 0,13 %   |
| Татары         | 5                 | 0,11 %   |
| Другие         | 202               | 4,43 %   |
| Итого          | 4569              | 100,00 % |

## Экономика
- изготовление кондитерских и хлебо-булочных изделий
- Карьер (добыча песка и щебня)

## Известные уроженцы и жители
- Иван Фёдорович Белобородов — дважды Герой Социалистического Труда, генеральный директор Производственного объединения «Ижмаш».
- Фёдор Петрович Бузиков — Герой Советского Союза, военный лётчик.
- Яков Ильич Верников — Герой Советского Союза, заслуженный лётчик-испытатель СССР.
- Николай Степанович Кохов — Герой Советского Союза, военный лётчик, штурман.
- Евдокия Андреевна Никулина — Герой Советского Союза, военный лётчик, командир эскадрильи.
- Михаил Григорьевич Соловьёв — Герой Советского Союза.
- Алексей Тимофеевич Титов — Герой Советского Союза, полковой инженер.
- Филипп Денисович Бобков — Генерал армии, первый заместитель Председателя КГБ СССР, почётный гражданин.

## Комментарии
1. ↑  Серпейский уезд образован в 1503 году, после присоединения Серпейска к Московскому государству. Во время Смуты, в 1613 году, занят поляками и по договору 1618 г. отошёл Польше (входил в состав Смоленского воеводства). Возвращён Россией в 1634 году по итогам русско-польской войны 1632-1634 годов и заключенного Поляновского мира. В конце XVII века упоминается село Спасское Волости Деминской. В 1708 году в ходе административной реформы Петра I Спасское отошло к Смоленской губернии, а в 1713 году — к Московской
2. ↑  В 1930-х годах приход был закрыт большевиками, колокольня была разрушена, а в самом храме организовано зернохранилище. Священник Иван Васильевич Георгиевский, служивший в храме, в 1937 году был арестован НКВД в городе Белёве и вскоре расстрелян[13].